# Filipe Chaby
Carlos Filipe Fonseca Chaby (Setúbal, 22 gennaio 1994) è un calciatore portoghese, centrocampista del Semen Padang.

## Caratteristiche tecniche
È un trequartista.

## Carriera

### Club
Cresciuto nelle giovanili di Vitória Setúbal e Sporting Lisbona, ha esordito con la squadra riserve di quest'ultima l'11 agosto 2012 in un match perso 1-0 contro l'Oliveirense.

### Nazionale
Ha giocato nelle nazionali giovanili portoghesi Under-16, Under-17, Under-18 ed Under-19.

## Statistiche

### Presenze e reti nei club
Statistiche aggiornate al 7 luglio 2017.
| Stagione             | Squadra              | Campionato           | Campionato | Campionato | Coppe nazionali | Coppe nazionali | Coppe nazionali | Coppe continentali | Coppe continentali | Coppe continentali | Altre coppe | Altre coppe | Altre coppe | Totale | Totale | Totale |
| Stagione             | Squadra              | Comp                 | Pres       | Reti       | Comp            | Pres            | Reti            | Comp               | Pres               | Reti               | Comp        | Pres        | Reti        | Pres   | Reti   |        |
| -------------------- | -------------------- | -------------------- | ---------- | ---------- | --------------- | --------------- | --------------- | ------------------ | ------------------ | ------------------ | ----------- | ----------- | ----------- | ------ | ------ | ------ |
| 2012-2013            | Sporting Lisbona B   | SL                   | 7          | 0          |                 | -               | -               |                    | -                  | -                  |             | -           | -           | 7      | 0      |        |
| 2013-2014            | Sporting Lisbona B   | SL                   | 29         | 3          |                 | -               | -               |                    | -                  | -                  |             | -           | -           | 29     | 3      |        |
| 2014-gen. 2015       | Sporting Lisbona B   | SL                   | 6          | 1          |                 | -               | -               |                    | -                  | -                  |             | -           | -           | 6      | 1      |        |
| gen.-giu. 2015       | União Madeira        | SL                   | 18         | 1          | TP+TL           | 0+2             | 0+2             |                    | -                  | -                  |             | -           | -           | 20     | 3      |        |
| ago. 2015            | Sporting Lisbona B   | SL                   | 2          | 0          |                 | -               | -               |                    | -                  | -                  |             | -           | -           | 2      | 0      |        |
| 2015-gen. 2016       | União Madeira        | SL                   | 0          | 0          | TP+TL           | 1+1             | 0               |                    | -                  | -                  |             | -           | -           | 2      | 0      |        |
| Totale Uniao Madeira | Totale Uniao Madeira | Totale Uniao Madeira | 18         | 1          |                 | 4               | 2               |                    | -                  | -                  |             | -           | -           | 22     | 3      |        |
| gen.-giu. 2016       | Sporting Lisbona B   | SL                   | 13         | 2          |                 | -               | -               |                    | -                  | -                  |             | -           | -           | 13     | 2      |        |
| Totale Sporting CP B | Totale Sporting CP B | Totale Sporting CP B | 57         | 6          |                 | -               | -               |                    | -                  | -                  |             | -           | -           | 57     | 6      |        |
| 2016-2017            | Covilhã              | SL                   | 35         | 6          | TP+TL           | 5+3             | 0+1             |                    | -                  | -                  |             | -           | -           | 43     | 7      |        |
| Totale carriera      | Totale carriera      | Totale carriera      | 110        | 13         |                 | 12              | 3               |                    | -                  | -                  |             | -           | -           | 122    | 16     |        |